# Макаренко, Александр Михайлович (полный кавалер ордена Славы)
Алекса́ндр Миха́йлович Мака́ренко  (1914—1998) — помощник командира взвода 903-го стрелкового полка (242-я горно-стрелковая дивизия, 1-я гвардейская армия, 4-й Украинский фронт) сержант — на момент представления к награждению орденом Славы 1-й степени.

## Биография
Родился 6 июня 1914 года в селе Безопасное ныне Труновского района Ставропольского края. В 1936—1938 годах проходил срочную службу в Красной Армии.
В 1941 году вновь призван в армию. На фронте в Великую Отечественную войну с августа 1941 года.
22—25 февраля 1944 года в боях при освобождении Крыма со своим отделением рядовой Макаренко отбил 3 контратаки врага, лично из пулемёта подавил 2 пулемётные точки. Вынес с поля боя раненого командира взвода. 20 марта 1944 года награждён орденом Славы 3-й степени.
7 мая 1944 года в боях за город Севастополь после ранения командира взвода принял командование на себя, умело управлял взводом, чем способствовал выполнению поставленной задачи. В этом бою из пулемёта уничтожил около 10 солдат противника. 10 июня 1944 года награждён орденом Славы 2-й степени.
19 сентября 1944 года в районе населённого пункта Вислок-Вельки (Чехословакия) первым поднялся в атаку и увлёк за собой бойцов подразделения, ворвался в расположение противника.
Указом Президиума Верховного Совета СССР от 24 марта 1945 года за образцовое выполнение заданий командования гвардии сержант Макаренко Александр Михайлович награждён орденом Славы 1-й степени. Стал полным кавалером ордена Славы.
В 1945 году был демобилизован. Жил в селе Медвеженское Красногвардейского района Ставропольского края. Скончался 20 мая 1998 года.